# Alena Bílková
Alena Bílková, rozená Koblencová (* 13. září 1946 Ústí nad Labem), je česká malířka, grafička, sklářská výtvarnice a pedagožka.

## Životopis
V letech 1960–1964 studovala na Střední uměleckoprůmyslové škole sklářské v Železném Brodě a následně mezi roky 1964–1970 na Vysoké škole uměleckoprůmyslové v Praze v ateliéru profesora Stanislava Libenského. V období 1970–1975 působila jako odborná asistentka katedry výtvarné výchovy Pedagogické fakulty v Ústí nad Labem.
Ve své profesní kariéře se věnuje především volné grafice a vitráži a působila především v Ústí nad Labem. Má za sebou přes desítku samostatných výstav včetně výstav z roku 1969 v jihočeských Strakonicích, 1984 v Brně nebo 1991 v Praze. Vystavovala také společně se svým manželem a sochařem Michaelem Bílkem. Kromě toho má za sebou také nespočet kolektivních výstav v tuzemsku i v zahraničí, včetně mezinárodních přehlídek grafiky v Dánsku, Itálii nebo Německu.
Je zastoupena v českých i zahraničních sbírkách. Například Oblastní galerie Liberec, Severočeské galerie výtvarného umění v Litoměřicích, Národní galerie Praha, Památníku Terezín, Muzea poštovní známky Praha, Kunstmuseum Frederikshavn a muzea města Ostrów Wilkopolski.
Je členkou Českého fondu výtvarných umění (ČFVU).
V roce 2012 byla společně se svým manželem navržena na ocenění s názvem Cena hejtmanky za rok 2011 za celoživotní uměleckou činnost.

## Dílo
- Čekání, suchá jehla[2]